# 门东
门东是中华人民共和国江苏省南京市秦淮区历史上的一个区片名，指城内南部，中华门内东侧的市区；与中华门内西侧的“门西”地区相对。门东的东、南两面均为南京城墙，西到中华路。内秦淮河蜿蜒贯穿全境。。民国二十二年（1933年），南京市划分区属行政区域，设立门东区（第三区）。1949年以后与第四区（门西区）合并，1955年成立秦淮区。
历史上，南京城南的门东与门西两区，是自南唐以来历经千年繁华的繁盛区域。门东地区的北部，是著名的夫子庙地区。21世纪初，南京市将门东地区的南部，马道街以南，北到剪子巷，南到南城墙（新民坊，即旧名贵人坊），西到上江考棚，范围包括箍桶巷、三条营、中营、边营等数条街巷的区域，命名为“老门东历史文化街区”。在此范围内，拥有蒋寿山故居等传统历史文物建筑。2010年开始，又按传统风格复建了芥子园等传统民居，并引入艺术工作室、餐饮老字号、民俗工艺、民居酒店以及先锋书店等多种业态。2013年9月30日，箍桶巷示范段建成竣工，先行对外开放，包括一座“老门东”石牌坊。此后又陆续完成三条营等地块。2018年，老门东获选为江苏首批老字号集聚街区。 

## 图集

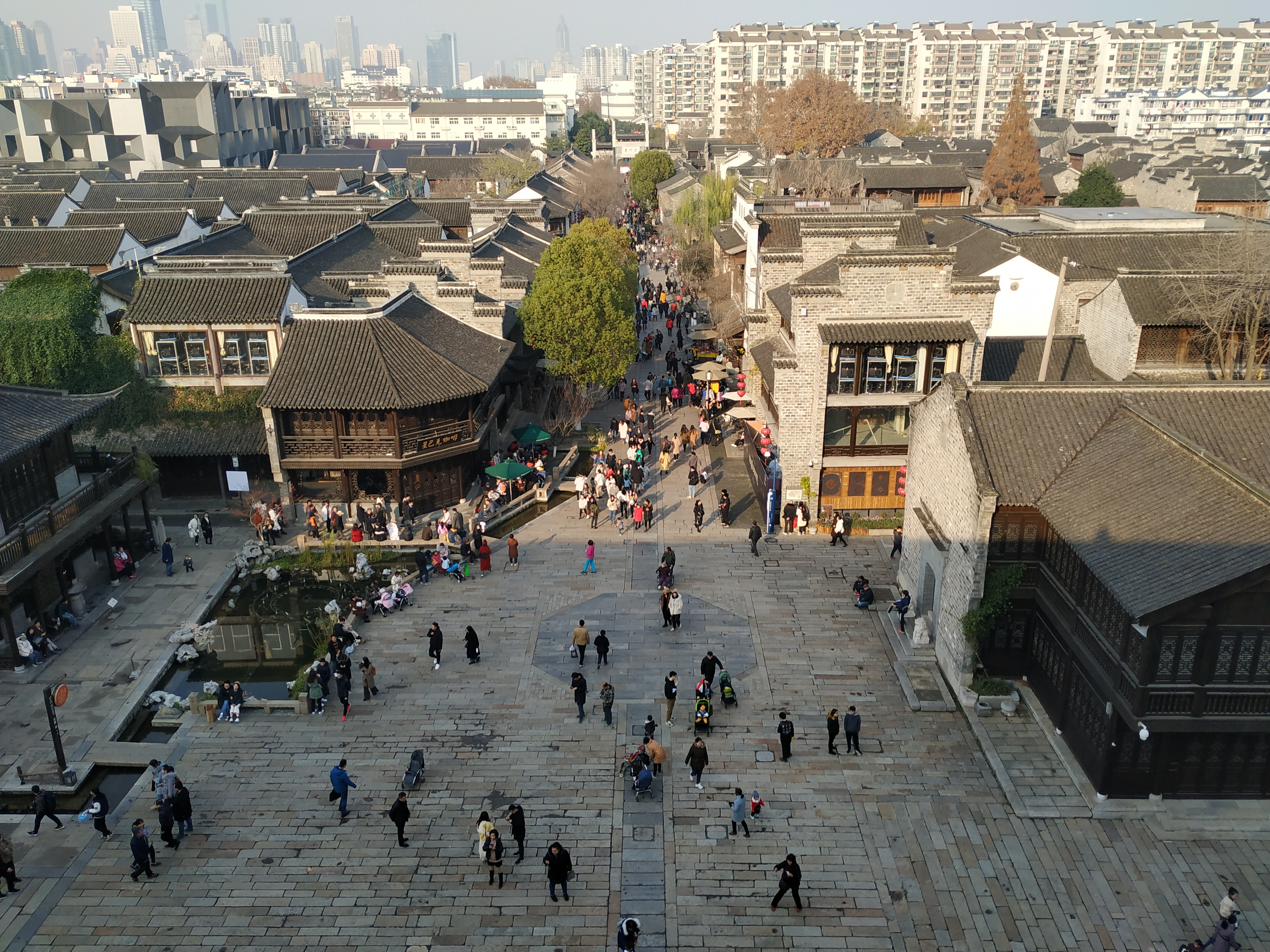
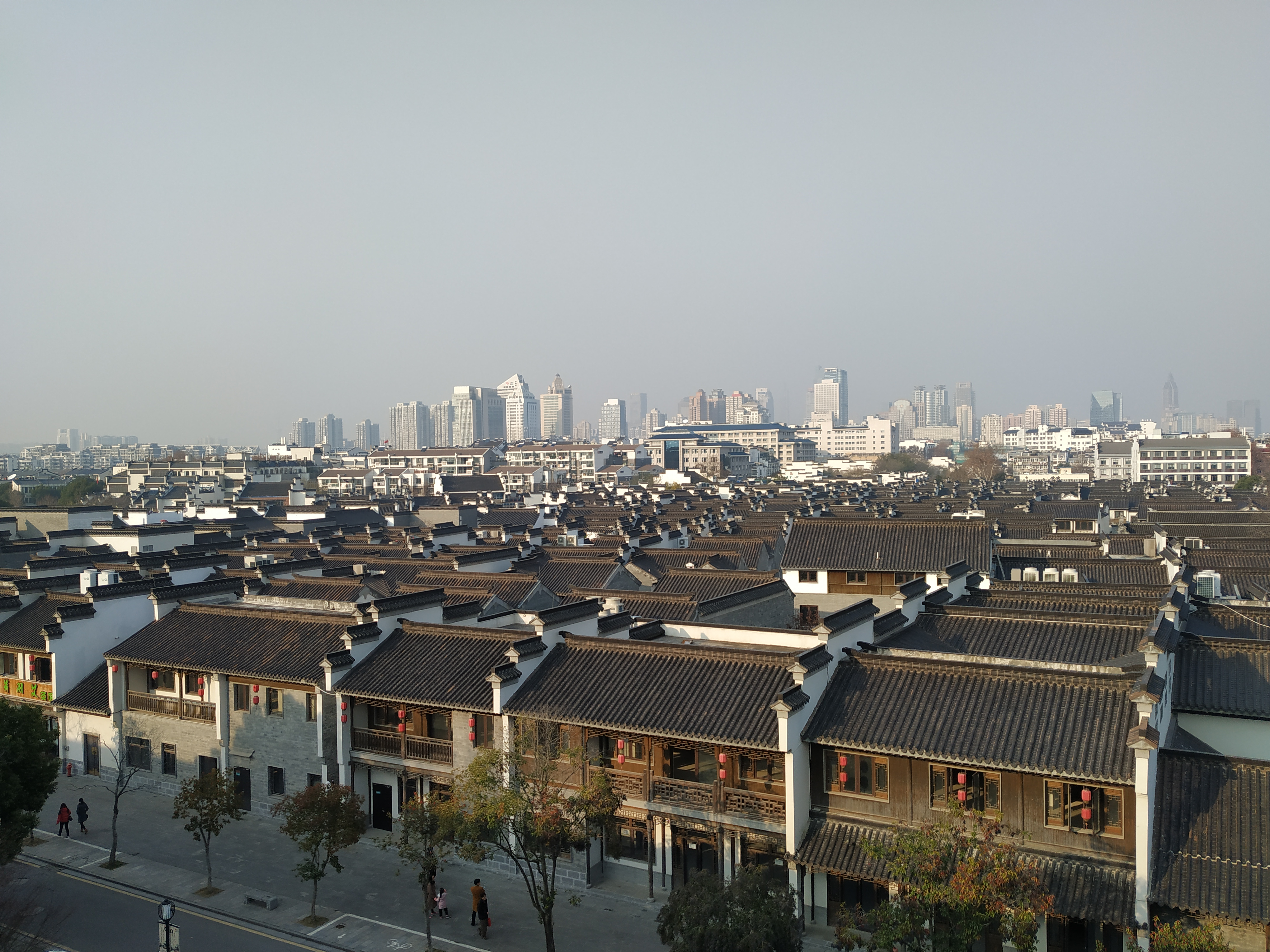
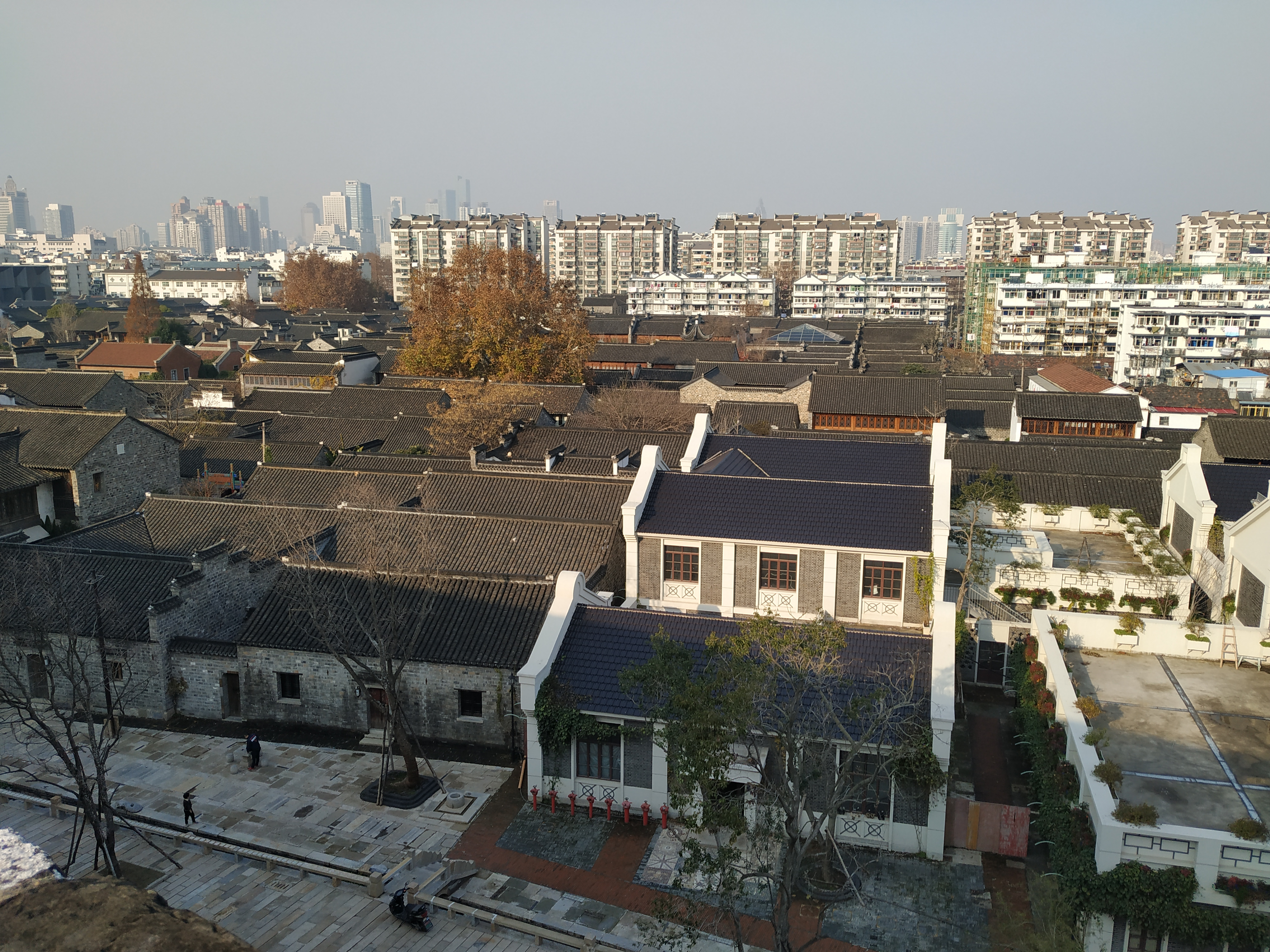
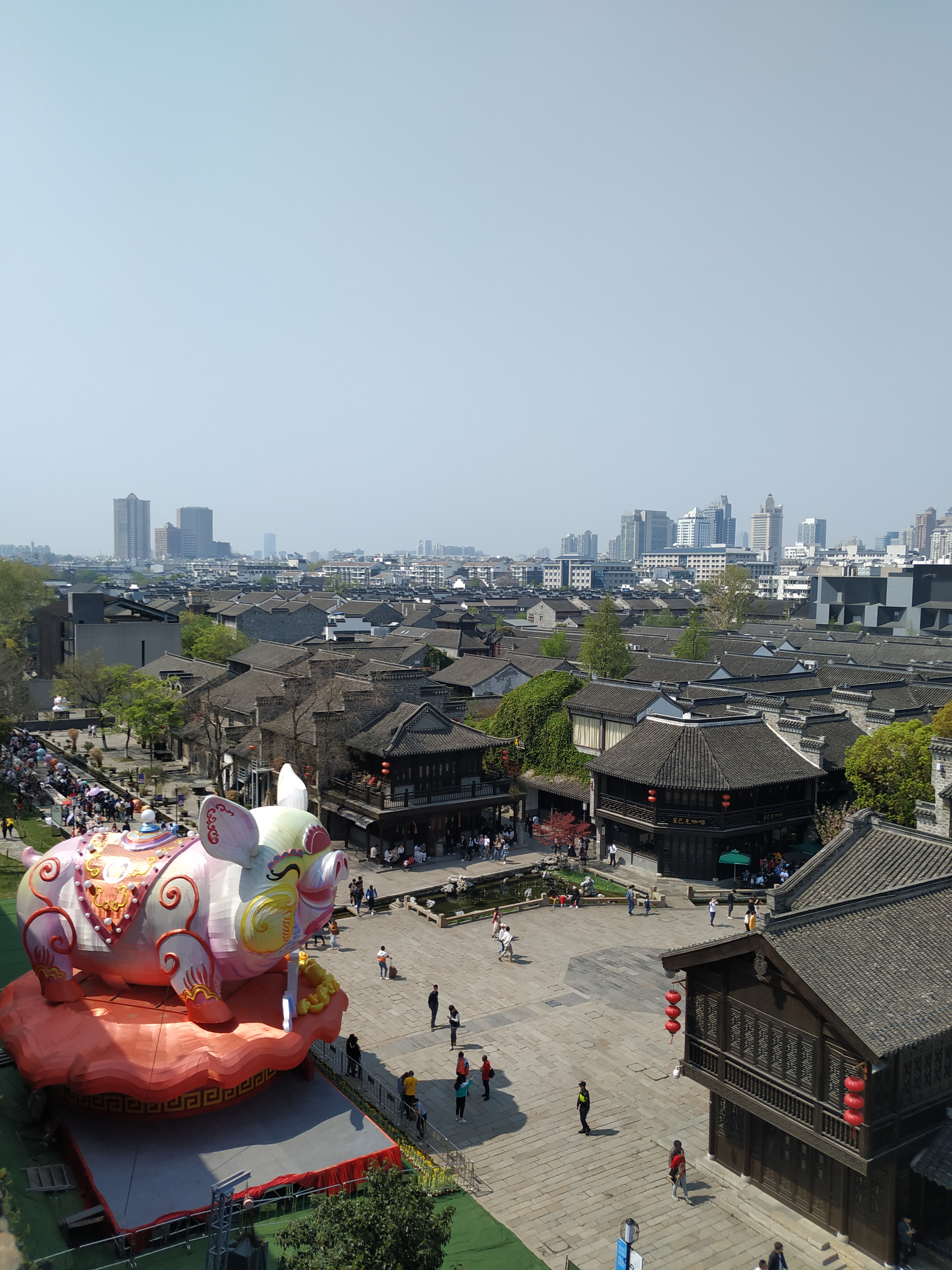
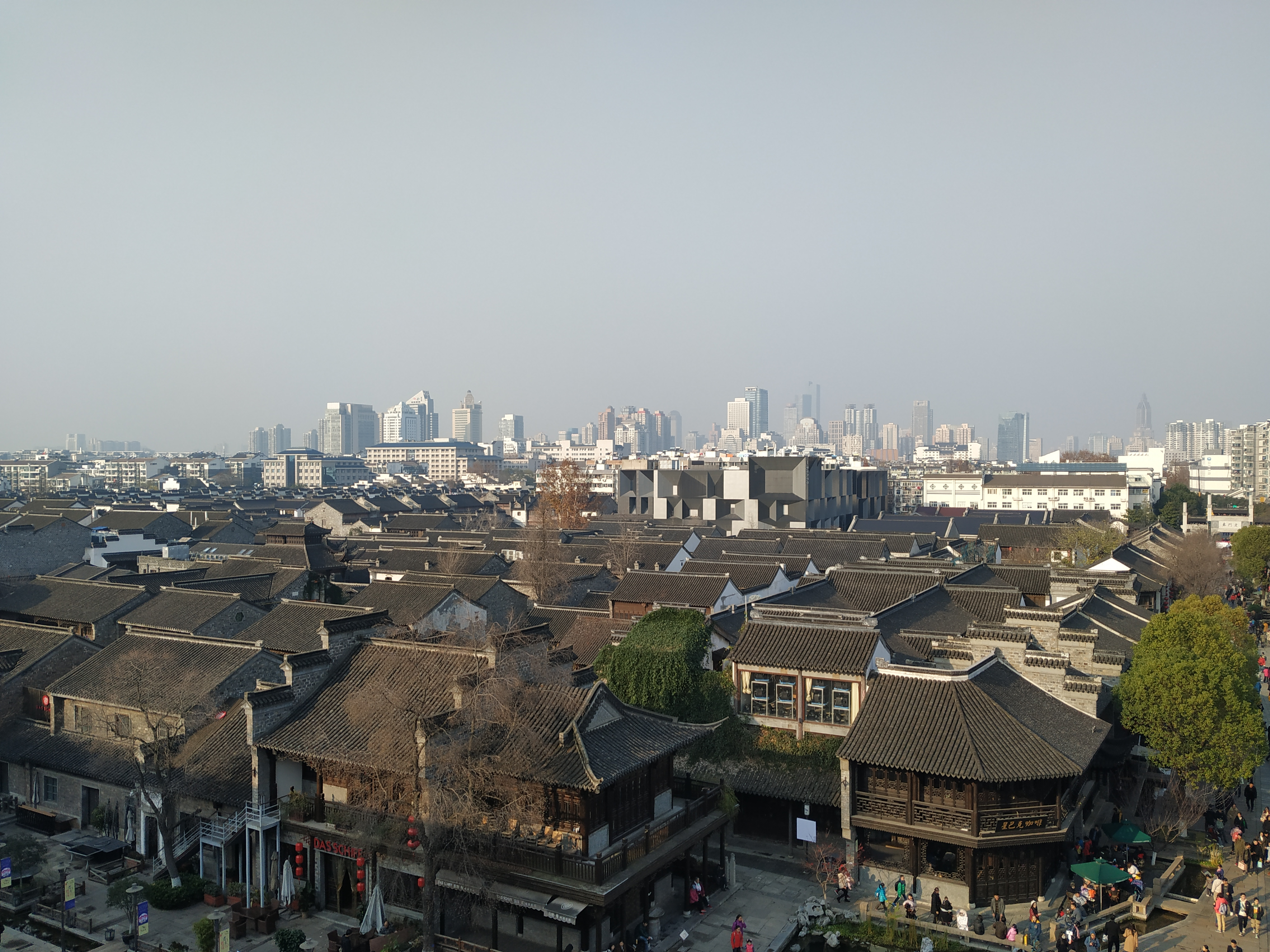
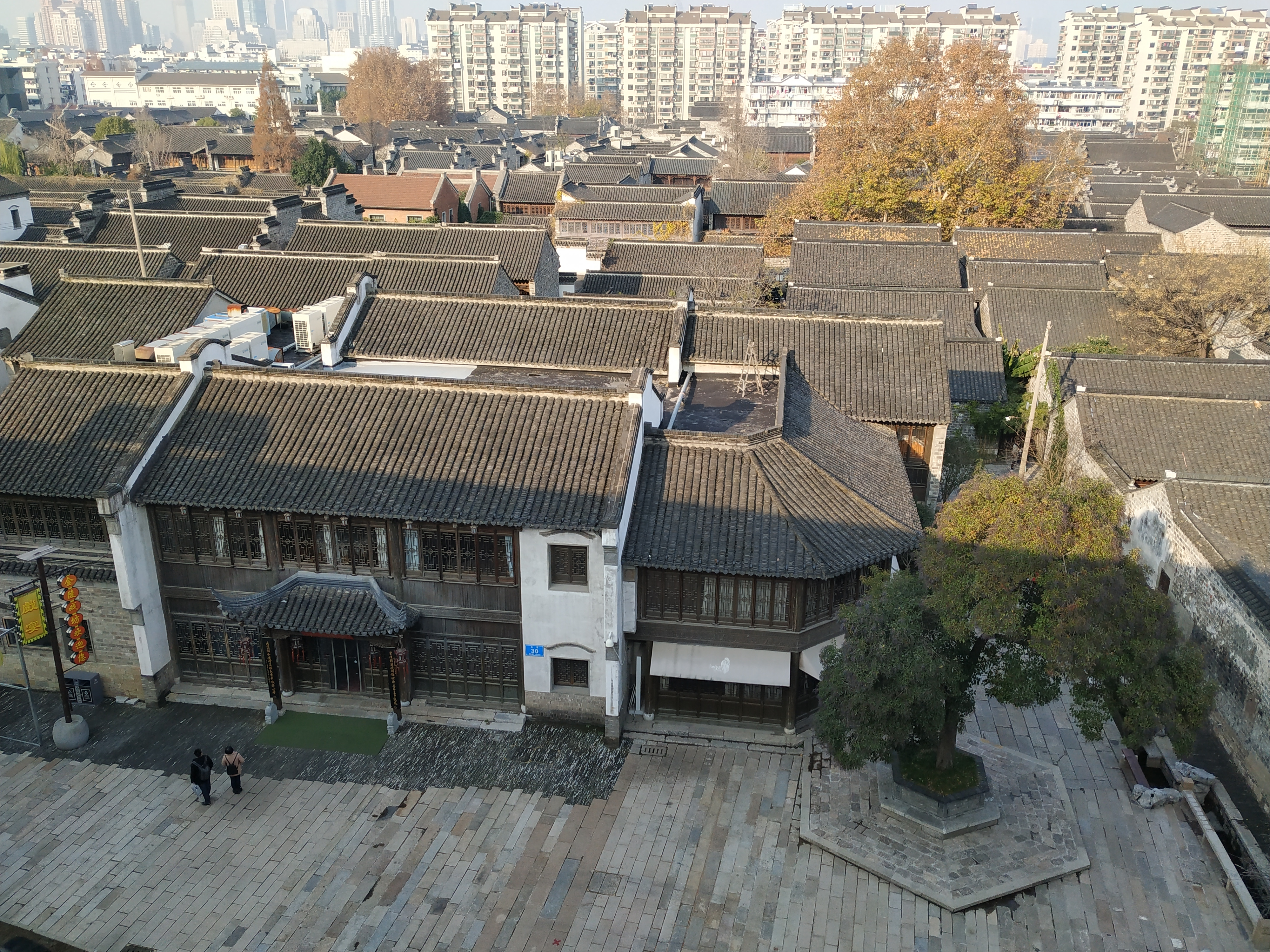
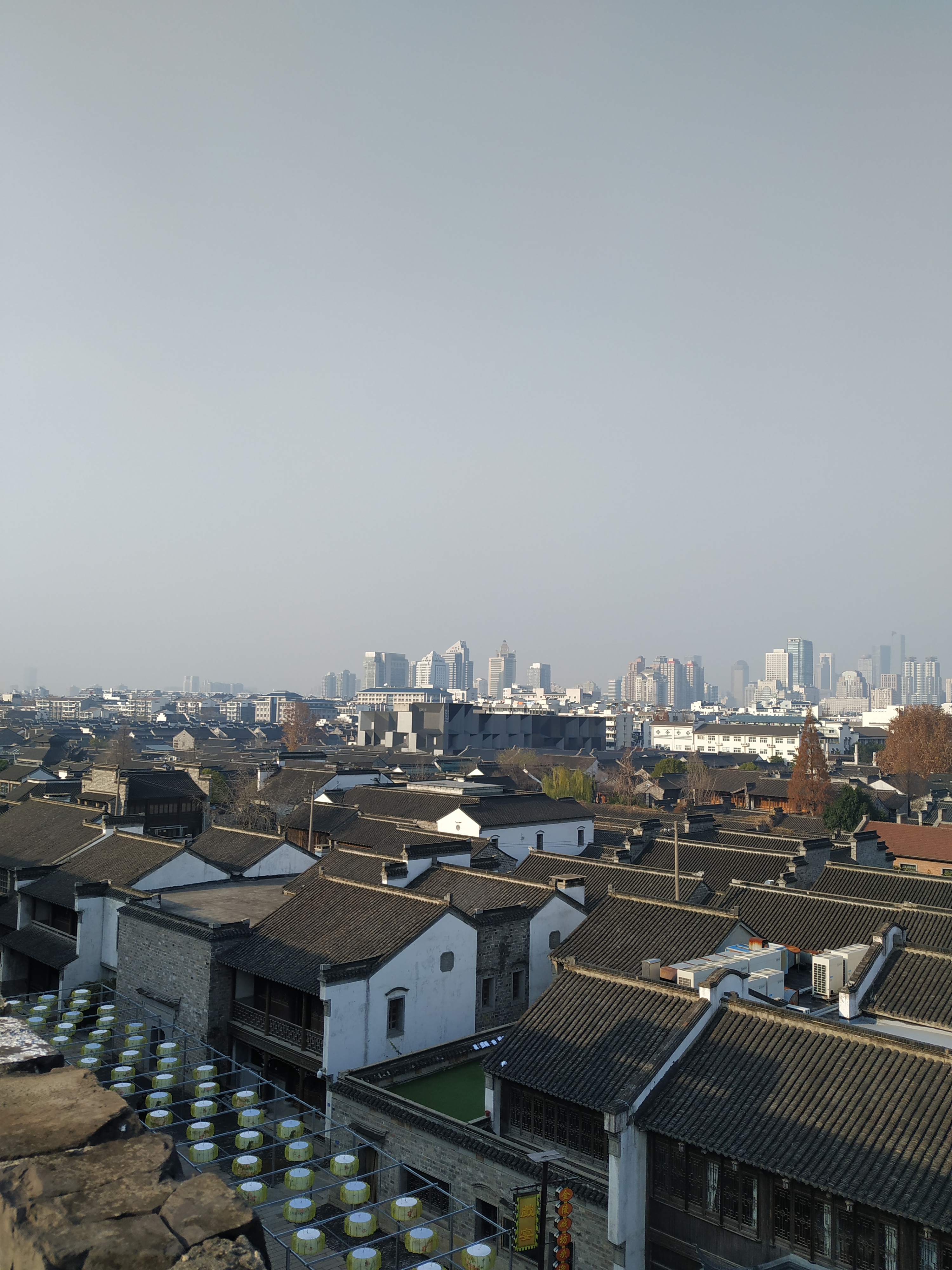
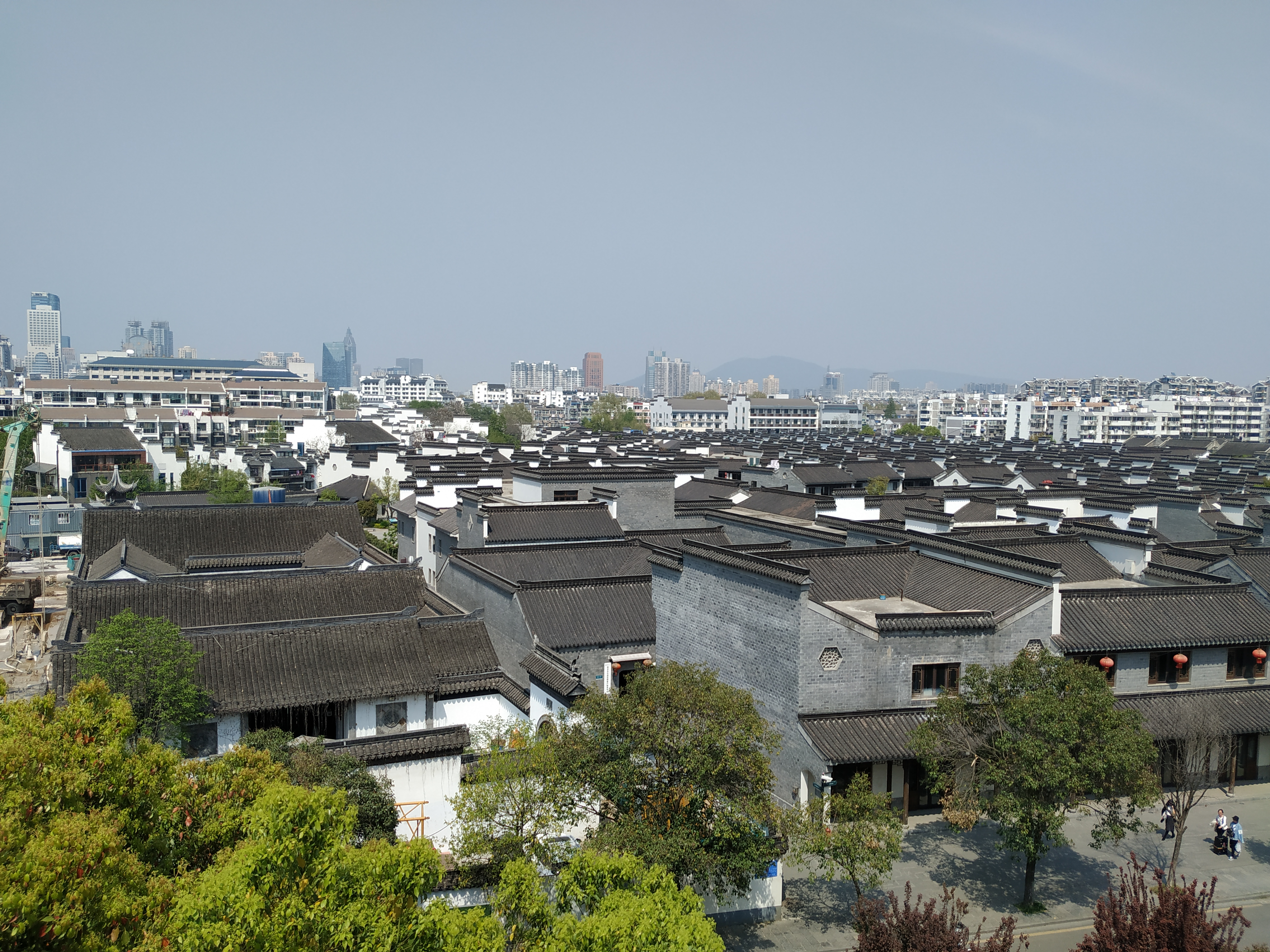
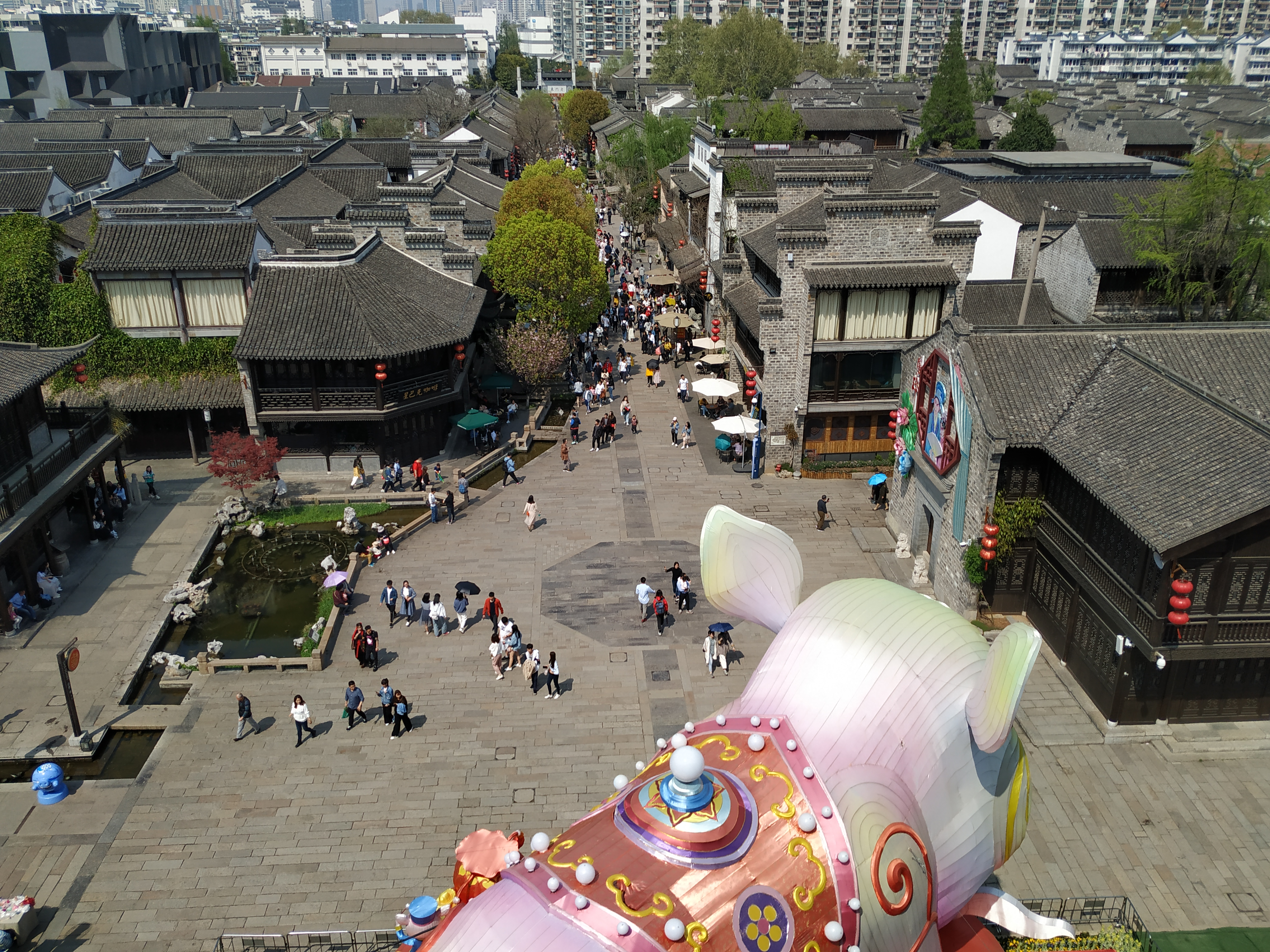